# Bertrand Bisimwa
Bertrand Bisimwa, né à Bukavu le 8 septembre 1972,, est un chef rebelle congolais, président de la branche politique du Mouvement du 23 mars (M23) depuis le 7 mars 2013, un groupe armé qui sévit depuis 2012 dans l'est de la république démocratique du Congo (RDC).

## Histoire

### Premières insurrections armées
Avant de rejoindre le Mouvement du 23 mars (M23), Bertrand Bisimwa a participé à plusieurs rébellions qui ont œuvrées dans l'est de la république démocratique du Congo à partir de 1996. L’Alliance des forces démocratiques pour la libération du Congo (AFDL), le Rassemblement congolais pour la démocratie (RCD) et la rébellion du Congrès national pour la défense du peuple (CNDP) mené par le général déchu Laurent Nkunda.

### Activités relatives au M23
Un temps porte porte-parole du Mouvement du 23 mars (M23), Bertrand Bisimwa, devient le 7 mars 2013, président de la branche politique du M23. Il succède à Jean-Marie Runiga, destitué de la présidence par Sultani Makenga, le chef militaire du M23, qui accuse Runiga de soutenir le général Bosco Ntaganda, sous le coup d'un mandat d'arrêt de la cour pénale internationale.
En avril 2013, il condamne dans un communiqué la décision des Nations unies de déployer une force d'attaque spéciale, au lieu d'encourager le M23 et le gouvernement à résoudre le conflit par des pourparlers organisés par le gouvernement ougandais. Selon lui, les Nations unies ont « malheureusement choisi de faire la guerre à l'un des partenaires de la paix ».

#### Fin de la première rébellion du M23
En novembre 2013, le groupe rebelle est vaincu par les Forces armées de la république démocratique du Congo (FARDC) appuyées par la Brigade d'intervention de la Force des Nations unies (FIB), une formation militaire avec un mandat offensif de la Mission de l'Organisation des Nations unies pour la stabilisation en république démocratique du Congo (MONUSCO).
Le 3 novembre, alors que les forces gouvernementales assiègent les derniers bastions du M23,  Bertrand Bisimwa, dans un communiqué ordonne à toutes les troupes du mouvement rebelle  « la cessation immédiate des hostilités » avec l'armée congolaise, dans le but de « permettre la poursuite du processus politique ». Le lendemain il affirme à la BBC que son groupe a été pris pour cible par les forces régulières malgré la déclaration de cessez-le-feu du M23. Le gouvernement congolais de son côté rejette le cessez le feu, et indique que ce qui était prévu lors des négociations était la fin des activités militaires du M23, et demandes aux rebelles de « se rendre immédiatement dans les casernes pour être désarmés, démobilisés et réinsérés », comme convenu lors des discussions de Kampala.
Le 5 novembre, le groupe armé annonce mettre un terme à la rébellion, et Bertrand Bisimwa demande à son état-major de préparer les combattants du M23 au processus de désarmement, de démobilisation et de réinsertion sociale selon des conditions qui, selon lui, seront convenues avec le gouvernement congolais,.
Après la réédition du M23, il adresse une lettre au président ougandais, Yoweri Museveni, médiateur dans les négociations entre Kinshasa et le M23, indiquant que les insurgés n'ont pas confiance dans le processus de démobilisation et de réinsertion envisagé pour eux en RDC et qu'ils remettent leur sort entre les mains du chef de l’État ougandais.

#### Mise en œuvre des engagements de l'accord de paix de 2013
Le 16 décembre 2014, des tensions apparaissent entre le gouvernement congolais et le M23, à la suite d'une tentative de rapatriement forcé des ex-combattants du M23 depuis l’Ouganda. Selon Bertrand Bisimwa, cette opération a provoqué des résistances, et aurait fait des blessés et des morts parmi les forces du M23. Il accuse le gouvernement congolais d’avoir initié ce rapatriement contre les engagements pris dans les accords de Nairobi, et dénonce également une violation du droit international humanitaire par l'Ouganda.
L'armée ougandaise dément l'usage de la force, affirmant que les militaires ont fui l’approche des camions et que 120 sur 330 combattants amnistiés ont accepté de rentrer. Le porte-parole congolais, Lambert Mende, reproche à une fraction du M23 d'entraver le processus de rapatriement, tandis que Kampala se plaint de la lenteur de l’amnistie et du rapatriement des ex-rebelles. Au total, 330 soldats ont été amnistiés, sur les 1 678 recensés en Ouganda.
En novembre 2015, Bertrand Bisimwa, adresse une lettre au président de la Conférence internationale sur la région des Grands Lacs (CIRGL), José Eduardo dos Santos. Il y indique que Kinshasa n’a respecté qu’un seul des onze engagements de l’accord de paix, à savoir l’amnistie de certains membres, et avertit que cet échec pourrait conduire à une répétition des erreurs passées, similaires à celles ayant conduit à la création du M23. Parmi les obstacles, il mentionne l’absence de cadre temporel et de mécanisme de suivi efficace de l’accord, et regrette que le M23 n’ait pas été autorisé à se transformer en parti politique, comme prévu.

#### Résurgence du M23 en 2021
Depuis février 2024, Bertrand Bisimwa assume le rôle de coordonnateur adjoint chargé des affaires politiques et diplomatiques au sein de l'Alliance fleuve Congo (AFC), une coalition de groupes armés et politiques, dont le M23 fait partie. Malgré ce changement, il a continué à exercer, en 2024, des fonctions décisionnelles en tant que président du M23, notamment en nommant des représentants du mouvement dans la diaspora.
Le 8 août 2024, Bertrand Bisimwa est condamné par contumace à la peine de mort par un tribunal militaire de Kinshasa. Vingt-cinq autres personnes sont également reconnues coupables et subissent la même sentence, dont Sultani Makenga, le chef militaire du Mouvement du 23 mars (M23), Willy Ngoma et Lawrence Kanyuka (porte-paroles du M23), ainsi que Corneille Nangaa, coordonnateur de l'AFC. Le verdict intervient à l'issue d'un procès ouvert fin juillet 2024, au cours duquel les accusés sont jugés pour crimes de guerre, leur implication dans les actions du M23 et de l'AFC ou trahison.
Fin novembre 2024, les autorités congolaises et la communauté internationale attribuent la responsabilité du massacre de plus de 100 civils dans le village de Kishishe au M23. Bertrand Bisimwa, conteste les accusations portées contre son mouvement. Il critique le rapport établi sur ces événements, et affirme qu'il est « le fruit d'une propagande » visant à ternir l’image de la rébellion. Selon lui, le document est « loin de refléter la qualité et le professionnalisme traditionnellement exigés d'une mission de l'ONU en RDC ».
Le 30 janvier 2025, à la suite de la prise de Goma par le M23, Bertrand Bisimwa et Corneille Nangaa, tiennent une conférence de presse depuis un grand hôtel de Goma. Lors de cette intervention, ils réitèrent les motivations de leur lutte, et affirment leur intention de maintenir leur présence dans la capitale provinciale du Nord-Kivu. Ils soulignent également que leur objectif ultime reste la prise de Kinshasa et le renversement du président Félix Tshisekedi.